# 국가 통합 바이오 빅데이터 구축 사업
국가 통합 바이오 빅데이터 구축 사업은 한국인이 취약한 질병을 사전에 예측하고 진단하기 위한 바이오 빅데이터를 만드는 정부 주도의 국민 참여 사업이다. 보건복지부, 과학기술정보통신부, 산업통상자원부, 질병관리청 4개 정부 부처가 공동으로 추진하고 있다. 또한 한국생명공학연구원, 한국과학기술정보연구원, 한국산업기술평가관리원, 한국보건산업진흥원 등 4개 정부출연 연구기관과 함께 전국 16개 협력 의료기관이 참여하고 있다. 

## 사업 목표
본 사업은 국민들의 자발적 동의와 참여를 통해 한국인 건강정보(임상정보)와 유전정보(혈액 및 타액 등)를 모으고, 안전한 폐쇄망 플랫폼 안에서 관리하며, 연구윤리위원회의 승인을 받은 연구자들만 정보를 활용할 수 있는 연구 체계를 구축하는 것을 목표로 한다. 다른 민족, 다른 인종의 사람들은 서로 다른 유전체 서열을 가지고 있기 때문에 한국인의 유전체 서열은 다른 민족이 가진 유전체 서열과 일치하지 않고, 이러한 차이가 한국인의 독특한 건강행태를 만들어낸다. 한국인의 유전정보를 모으고 분석해 한국인 표준 유전체를 만들수 있다면, 한국인 표준 유전체를 분석하여 한국인이 취약한 질병을 사전에 예측하고 치료 기술 및 치료제 개발에 기여할 수 있다.

## 사업 진행 과정
2031년까지 희귀질환자 및 가족 15,000명을 대상으로 자발적 참여자를 모집하며, 이후 단계별 과정을 거쳐 총 100만 명 이상의 한국인 유전체 빅데이터를 구축할 예정이다. 한국인을 위한 미래 헬스케어를 위해서는 한국인의 질병 기록 등 건강정보와 혈액 DNA 등 유전정보를 최대한 다양하게 모으고 분석하는 것이 중요하기 때문에, 2031년까지 시범사업 기간을 거쳐 대한민국 국민 누구나 참여가 가능하도록 진행될 계획이다.

## 사업의 기대 효과
한국인 유전체의 대량 확보를 통해, 한국인이 취약한 유전 질환을 사전에 예측 및 진단하고 치료 기술과 치료제 개발에 기여할 수 있다. 또한, 특정 유전체 이상으로 발생한 유전 질환에 대해 개인 맞춤형 치료가 가능할 것으로 기대된다.

## 관련링크
국가 통합 바이오 빅데이터 구축 사업 공식 홈페이지